# 輪島町
輪島町（わじままち）は、石川県鳳至郡に存在した町である。

## 地理

### 隣接していた市町村
- 村
  - 大屋村・河原田村・鵠巣村

## 歴史

### 沿革
- 1871年（明治4年）鳳至郡鳳至町、河井町、海士町及び輪島崎村の区域を廃し、その区域をもって鳳至郡輪島町を設置する。
- 1889年（明治22年）4月1日 町村制の施行により、鳳至郡輪島町を廃し、その区域をもって鳳至郡輪島町が設置する。町の区域にあっては、鳳至町、河井町、海士町及び輪島崎町を設定する。
- 1954年（昭和29年）3月31日 鳳至郡輪島町、大屋村、河原田村、鵠巣村、西保村、三井村及び南志見村を廃し、その区域をもって輪島市を設置する。輪島町の4町は輪島市に継承。

## 行政

### 町長
| 代 | 人 | 氏名         | 就任                       | 退任                       | 備考           |
| -- | -- | ------------ | -------------------------- | -------------------------- | -------------- |
| 1  | 1  | 二木六郎     | 1889年（明治22年）7月15日  | 1893年（明治26年）7月5日   |                |
| 2  | 2  | 北門与四平   | 1894年（明治27年）11月1日  | 1894年（明治27年）12月29日 | 任期途中で辞職 |
| 3  | 3  | 勝山修蔵     | 1895年（明治28年）5月15日  | 1898年（明治31年）2月23日  | 職務停止       |
|    | 4  | 津田武雄     | 1898年（明治31年）10月20日 | 1899年（明治32年）3月10日  | 事務管掌       |
| 4  | 4  | 津田武雄     | 1899年（明治32年）4月10日  | 1903年（明治36年）3月7日   | 任期途中で辞職 |
| 5  | 5  | 加藤孫右衛門 | 1903年（明治36年）4月9日   | 1904年（明治37年）6月9日   | 任期途中で辞職 |
| 6  | 6  | 越村佐次郎   | 1904年（明治37年）8月11日  | 1907年（明治40年）8月2日   | 懲戒解職       |
|    |    | 志知誠       | 1907年（明治40年）7月27日  | 1907年（明治40年）8月5日   | 事務管掌       |
|    |    | 安原時太郎   | 1907年（明治40年）8月5日   | 1907年（明治40年）12月23日 | 臨時代理       |
| 7  | 7  | 勝田畳平     | 1908年（明治41年）1月23日  | 1909年（明治42年）10月7日  | 任期途中で辞職 |
| 8  | 8  | 笠原有知     | 1910年（明治43年）3月23日  | 1913年（大正2年）1月22日   | 病気辞職       |
| 9  | 9  | 林前         | 1914年（大正3年）1月23日   | 1917年（大正6年）1月5日    | 在職中死去     |
| 10 | 10 | 熊野熊次郎   | 1917年（大正6年）3月26日   | 1917年（大正6年）9月24日   | 在職中死去     |
| 11 | 11 | 小西祐三郎   | 1918年（大正7年）4月24日   | 1921年（大正10年）12月27日 | 任期途中で辞職 |
| 12 |    | 勝田畳平     | 1922年（大正11年）3月13日  | 1923年（大正12年）4月27日  | 任期途中で辞職 |
| 13 | 12 | 小西兵五郎   | 1923年（大正12年）5月30日  | 1927年（昭和2年）4月27日   | 在職中死去     |
| 14 | 13 | 簏次右衛門   | 1927年（昭和2年）9月9日    | 1931年（昭和6年）9月8日    |                |
| 15 | 14 | 広瀬嘉助     | 1931年（昭和6年）11月25日  | 1935年（昭和10年）3月25日  | 任期途中で辞職 |
| 16 |    | 簏次右衛門   | 1935年（昭和10年）3月16日  | 1939年（昭和14年）3月15日  |                |
| 17 | 15 | 白藤玉次     | 1939年（昭和14年）4月26日  | 1943年（昭和18年）4月25日  |                |
| 18 | 15 | 白藤玉次     | 1943年（昭和18年）4月26日  | 1946年（昭和21年）2月1日   | 任期途中で辞職 |
| 19 | 16 | 正門弥十郎   | 1946年（昭和21年）2月9日   | 1947年（昭和22年）4月5日   | 任期途中で辞職 |
| 20 | 17 | 日吉周蔵     | 1947年（昭和22年）4月8日   | 1949年（昭和24年）12月23日 | 任期途中で辞職 |
| 21 |    | 正門弥十郎   | 1950年（昭和25年）2月12日  | 1954年（昭和29年）2月11日  |                |
| 22 | 18 | 永井元雄     | 1954年（昭和29年）2月12日  | 1954年（昭和29年）3月30日  |                |

## 交通

### 鉄道
町内を国鉄七尾線が通過し、輪島駅が所在した。